# Євтушенко Юлія Василівна
Юлія Василівна Євтушенко (нар. 23 травня 1949, місто Кіровоград, тепер місто Кропивницький Кіровоградської області) — українська радянська діячка, шліфувальниця Кіровоградського заводу тракторних гідроагрегатів. Депутат Верховної Ради УРСР 9—10-го скликань.

## Біографія
З 1966 року — фрезерувальниця, шліфувальниця Кіровоградського заводу тракторних гідроагрегатів імені XXV з'їзду КПРС.
Член КПРС з 1973 року.
Освіта вища.
Потім — на пенсії в місті Кіровограді (Кропивницькому).

## Нагороди
- ордени
- медалі
- лауреат премії Ленінського комсомолу